# Neoblechnum
Neoblechnum,  monotipski rod papratnica iz porodice  Blechnaceae. Jedina vrsta je N. brasiliense iz Južne Amerike, DR Konga i Mauricijusa.

## Sinonimi
- Blechnopsis brasiliensis (Desv.) C.Presl
- Blechnum brasiliense Desv.
- Blechnum brasiliense f. multifida Rosenst.
- Blechnum brasiliense var. angustifolium Sehnem
- Blechnum brasiliense var. corcovadense (Raddi) Raddi
- Blechnum corcovadense Raddi
- Blechnum fluminense Vell.
- Blechnum nigrosquamatum Gilbert
- Blechnum nitidum C.Presl
- Blechnum validum Fée
- Salpichlaena brasiliensis (Desv.) Trevis.
- Spicanta brasiliense (Desv.) Kuntze